# Rocher de la Tournette
Il Rocher de la Tournette (4.677 m s.l.m.) è una spalla rocciosa del Monte Bianco. Si trova lungo la via normale di salita al Monte Bianco.
La montagna non è considerata un 4000 delle Alpi; viene però inserita nell'elenco delle vette secondarie.
Salendo la via normale francese al Monte Bianco il Rocher de la Tournette si trova tra la Petite Bosse e la vetta.
Dal versante italiano sotto il Rocher si trova lo Sperone della Tournette, sperone che occorre risalire per conquistare la vetta partendo dal Rifugio Quintino Sella.
Nei pressi del Rocher de la Tournette il 3 novembre 1950 si schiantò il quadrimotore Lockheed Constellation Malabar Princess del volo Air India 245. Quel disastro aereo, che costò la vita a 48 persone, ispirò nel 1956 il film La montagna di Edward Dmytryk.

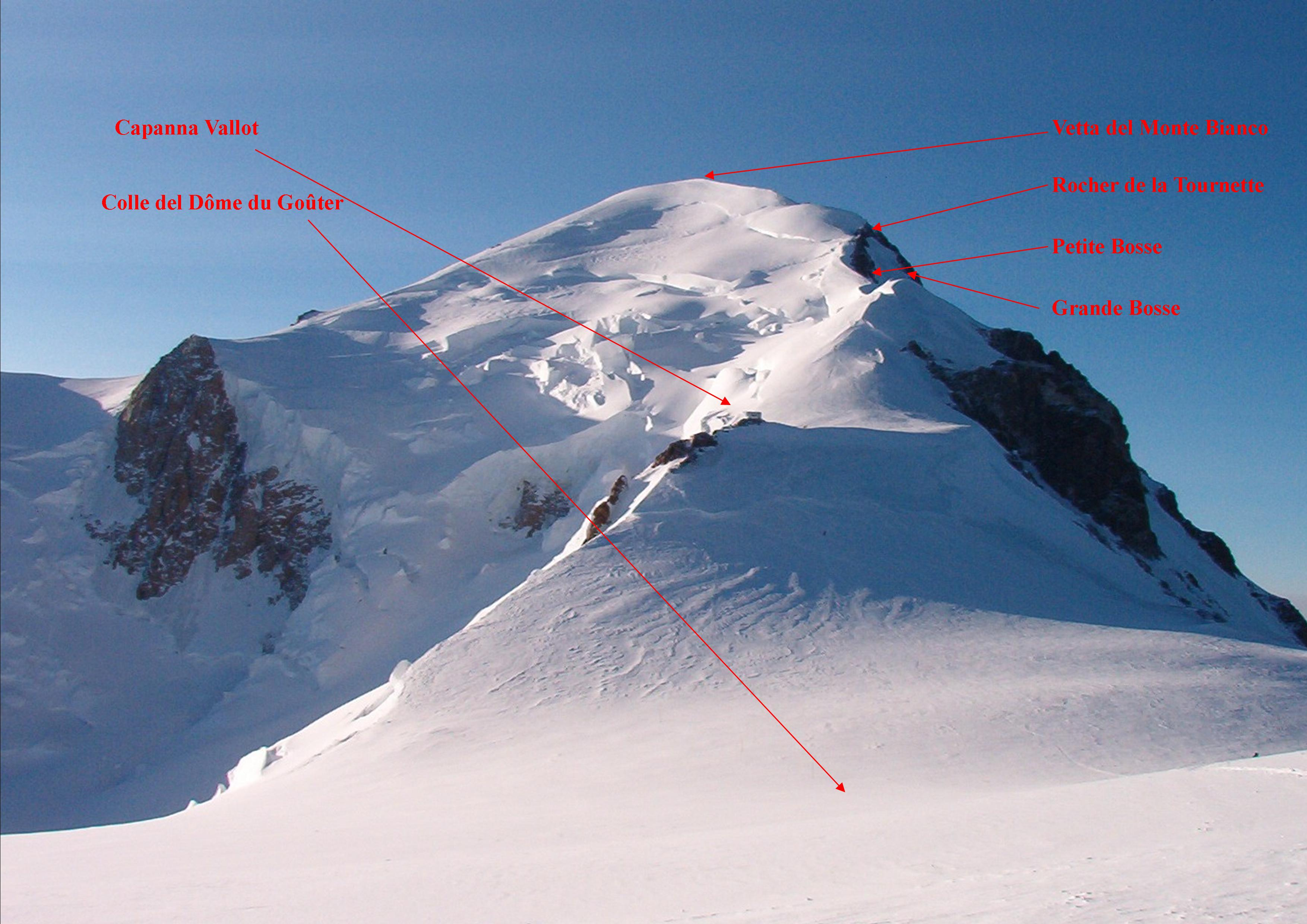
Versante francese del Monte Bianco con indicato il Rocher de la Tournette.